# Ceroplastes speciosus
Ceroplastes speciosus är en insektsart som beskrevs av Hempel 1900. Ceroplastes speciosus ingår i släktet Ceroplastes och familjen skålsköldlöss. Inga underarter finns listade i Catalogue of Life.